# Varese Football Club 2001-2002
Questa voce raccoglie le informazioni riguardanti il Varese Football Club nelle competizioni ufficiali della stagione 2001-2002.

## Organigramma societario
Area direttiva
- Presidente: Claudio Turri
- Amministratore delegato: Corrado Santoro
- Direttore Generale: Stefano Capozucca

Area organizzativa
- Team Manager: Gianluigi Maroni
- Segretario generale: Sandro Zaio
- Segretaria amministrativa: Carla Molinari

Area tecnica
- Allenatore: Mario Beretta
- Allenatore in seconda: Paolo Pacciarotti

Area sanitaria
- Responsabile sanitario: dott. Marco Kogoj
- Medico sociale: dott. Carlo Montoli
- Massaggiatore: Daniele Bollati

## Rosa
| N. |                    | Ruolo | Calciatore        |
| -- | ------------------ | ----- | ----------------- |
|    | Italia (bandiera)  | P     | Paolo Castelli    |
|    | Camerun (bandiera) | P     | André-Joël Eboué  |
|    | Italia (bandiera)  | P     | Giovanni Sannino  |
|    | Italia (bandiera)  | D     | Roberto Bandirali |
|    | Italia (bandiera)  | D     | Mauro Bianchi     |
|    | Croazia (bandiera) | D     | Josip Colina      |
|    | Italia (bandiera)  | D     | Edoardo Gorini    |
|    | Italia (bandiera)  | D     | Giuseppe Imburgia |
|    | Italia (bandiera)  | D     | Giovanni Nincheri |
|    | Italia (bandiera)  | D     | Stefano Presotto  |
|    | Italia (bandiera)  | D     | Ivan Tolotti      |
|    | Italia (bandiera)  | C     | Dalmasso Aimè     |
|    | Francia (bandiera) | C     | Samir Benhassen   |
|    | Italia (bandiera)  | C     | Mauro Borghetti   |

| N. |                    | Ruolo | Calciatore          |
| -- | ------------------ | ----- | ------------------- |
|    | Italia (bandiera)  | C     | Filippo Carobbio    |
|    | Italia (bandiera)  | C     | Luis Fernando Centi |
|    | Italia (bandiera)  | C     | Daniele Dalla Bona  |
|    | Italia (bandiera)  | C     | Felice Foglia       |
|    | Italia (bandiera)  | C     | Antonio Foschini    |
|    | Italia (bandiera)  | C     | Andrea Gasbarroni   |
|    | Serbia (bandiera)  | C     | Srđan Novković      |
|    | Italia (bandiera)  | C     | Adriano Panepinto   |
|    | Italia (bandiera)  | C     | Mattia Rinaldini    |
|    | Francia (bandiera) | A     | Mohamed Benhassen   |
|    | Italia (bandiera)  | A     | Dino Fava Passaro   |
|    | Italia (bandiera)  | A     | Alberto Gallo       |
|    | Italia (bandiera)  | A     | Mirco Gasparetto    |
|    | Italia (bandiera)  | A     | Francesco Zerbini   |

## Calciomercato

### Sessione estiva
| Acquisti | Acquisti            | Acquisti      | Acquisti |
| R.       | Nome                | da            | Modalità |
| -------- | ------------------- | ------------- | -------- |
| P        | Paolo Castelli      | Cagliari      |          |
| P        | André-Joël Eboué    | Freamunde     |          |
| D        | Mauro Bianchi       | Pistoiese     |          |
| D        | Giuseppe Imburgia   | Bellinzona    |          |
| D        | Giacomo Nincheri    | Verbania      |          |
| D        | Stefano Presotto    | Castellettese |          |
| C        | Aimè Dalmasso       | Gravellona    |          |
| C        | Luis Fernando Centi | Como          |          |
| C        | Andrea Gasbarroni   | Juventus      |          |
| C        | Adriano Panepinto   | Piacenza      |          |
| C        | Mattia Rinaldini    | Arezzo        |          |
| A        | Mohamed Benhassen   | Nîmes         |          |
| A        | Mirco Gasparetto    | Padova        |          |
| A        | Francesco Zerbini   | Piacenza      |          |

| Cessioni | Cessioni            | Cessioni    | Cessioni |
| R.       | Nome                | a           | Modalità |
| -------- | ------------------- | ----------- | -------- |
| P        | Christian Puggioni  | Borgomanero |          |
| P        | Stefano Sorrentino  | Torino      |          |
| D        | Gianluca Gibellini  | Valenzana   |          |
| D        | Christian Terni     | Como        |          |
| C        | Mario Ambrosoni     | Pavia       |          |
| C        | Federico Balzaretti | Siena       |          |
| C        | Marco Cavicchia     | Legnano     |          |
| C        | Davide Saverino     | Livorno     |          |
| C        | Matteo Tacchini     | Brescia     |          |
| A        | Alessandro Comi     | AlbinoLeffe |          |
| A        | Federico Ligori     | Biellese    |          |

### Sessione invernale
| Acquisti | Acquisti     | Acquisti          | Acquisti |
| R.       | Nome         | da                | Modalità |
| -------- | ------------ | ----------------- | -------- |
| D        | Josip Colina | Concordia Basilea |          |

| Cessioni | Cessioni         | Cessioni        | Cessioni |
| R.       | Nome             | a               | Modalità |
| -------- | ---------------- | --------------- | -------- |
| D        | Stefano Presotto | Castellettese   |          |
| C        | Dalmasso Aimè    | Biellese        |          |
| C        | Felice Foglia    | Valenzana       |          |
| C        | Antonio Foschini | Alzano Virescit |          |

## Risultati

### Serie C1

#### Girone di andata
| Varese 2 settembre 2001 1ª giornata | Varese | 0 – 0 | Lucchese | Stadio Franco Ossola |

| Livorno 9 settembre 2001 2ª giornata | Livorno | 1 – 0 | Varese | Stadio Armando Picchi |

| Varese 16 settembre 2001 3ª giornata | Varese | 2 – 2 | Treviso | Stadio Franco Ossola |

| La Spezia 23 settembre 2001 4ª giornata | Spezia | 1 – 1 | Varese | Stadio Alberto Picco |

| Varese 30 settembre 2001 5ª giornata | Varese | 2 – 1 | Lumezzane | Stadio Franco Ossola |

| Varese 7 ottobre 2001 6ª giornata | Varese | 2 – 1 | Reggiana | Stadio Franco Ossola |

| Arezzo 14 ottobre 2000 7ª giornata | Arezzo | 0 – 1 | Varese | Stadio Città di Arezzo |

| Varese 21 ottobre 2000 8ª giornata | Varese | 0 – 0 | SPAL | Stadio Franco Ossola |

| Varese 28 ottobre 2001 9ª giornata | Varese | 3 – 2 | Pisa | Stadio Franco Ossola |

| Cesena 4 novembre 2001 10ª giornata | Cesena | 1 – 0 | Varese | Stadio Dino Manuzzi |

| Varese 11 novembre 2001 11ª giornata | Varese | 1 – 0 | Monza | Stadio Franco Ossola |

| Reggio Emilia 18 novembre 2001 12ª giornata | Reggiana | 2 – 3 | Varese | Stadio Giglio |

| Varese 25 novembre 2001 13ª giornata | Varese | 1 – 3 | Lecco | Stadio Franco Ossola |

| Bergamo 2 dicembre 2001 14ª giornata | AlbinoLeffe | 0 – 1 | Varese | Stadio Atleti Azzurri d'Italia |

| Varese 9 dicembre 2001 15ª giornata | Varese | 1 – 1 | Padova | Stadio Franco Ossola |

| Trieste 16 dicembre 2001 16ª giornata | Triestina | 1 – 1 | Varese | Stadio Nereo Rocco |

| Varese 23 dicembre 2001 17ª giornata | Varese | 2 – 1 | Carrarese | Stadio Franco Ossola |

#### Girone di ritorno
| Lucca 6 gennaio 2002 18ª giornata | Lucchese | 2 – 0 | Varese | Stadio Porta Elisa |

| Varese 13 gennaio 2002 19ª giornata | Varese | 1 – 1 | Livorno | Stadio Franco Ossola |

| Varese 20 gennaio 2002 20ª giornata | Treviso | 1 – 1 | Varese | Stadio Franco Ossola |

| Varese 27 gennaio 2002 21ª giornata | Varese | 0 – 0 | Spezia | Stadio Franco Ossola |

| Lumezzane 3 febbraio 2002 22ª giornata | Lumezzane | 1 – 0 | Varese | Stadio Comunale |

| Varese 10 febbraio 2002 23ª giornata | Varese | 1 – 0 | AlbinoLeffe | Stadio Franco Ossola |

| Varese 23 febbraio 2002 24ª giornata | Varese | 1 – 0 | Arezzo | Stadio Franco Ossola |

| Ferrara 3 marzo 2002 25ª giornata | SPAL | 1 – 1 | Varese | Stadio Paolo Mazza |

| Pisa 10 marzo 2002 26ª giornata | Pisa | 3 – 1 | Varese | Stadio Arena Garibaldi |

| Varese 17 marzo 2002 27ª giornata | Varese | 0 – 0 | Cesena | Stadio Franco Ossola |

| Monza 24 marzo 2002 28ª giornata | Monza | 0 – 1 | Varese | Stadio Brianteo |

| Varese 30 marzo 2002 29ª giornata | Varese | 3 – 1 | Reggiana | Stadio Franco Ossola |

| Lecco 7 aprile 2002 30ª giornata | Lecco | 4 – 0 | Varese | Stadio Rigamonti Ceppi |

| Varese 14 aprile 2002 31ª giornata | Varese | 2 – 0 | AlbinoLeffe | Stadio Franco Ossola |

| Padova 21 aprile 2002 32ª giornata | Padova | 2 – 2 | Varese | Stadio Euganeo |

| Varese 28 aprile 2002 33ª giornata | Varese | 2 – 2 | Triestina | Stadio Franco Ossola |

| Carrara 5 maggio 2002 34ª giornata | Carrarese | 2 – 2 | Varese | Stadio dei Marmi |

### Coppa Italia Serie C
| Varese Girone A-1ª giornata | Varese | 3 – 2 | Biellese | Stadio Franco Ossola |

| Busto Arsizio Girone A-2ª giornata | Pro Patria | 2 – 0 | Varese | Stadio dei Marmi |

| Varese Girone A-3ª giornata | Varese | 3 – 0 | Pro Vercelli | Stadio Franco Ossola |

| Legnano Girone A-4ª giornata | Legnano | 1 – 2 | Varese | Stadio Giovanni Mari |

| Varese Sedicesimi andata | Varese | 1 – 1 | Monza | Stadio Franco Ossola |

| Monza Sedicesimi ritorno | Monza | 3 – 2 | Varese | Stadio Brianteo |

## Statistiche

### Statistiche di squadra
| Competizione         | Punti | In casa | In casa | In casa | In casa | In casa | In casa | In trasferta | In trasferta | In trasferta | In trasferta | In trasferta | In trasferta | Totale | Totale | Totale | Totale | Totale | Totale | DR |
| Competizione         | Punti | G       | V       | N       | P       | Gf      | Gs      | G            | V            | N            | P            | Gf           | Gs           | G      | V      | N      | P      | Gf     | Gs     | DR |
| -------------------- | ----- | ------- | ------- | ------- | ------- | ------- | ------- | ------------ | ------------ | ------------ | ------------ | ------------ | ------------ | ------ | ------ | ------ | ------ | ------ | ------ | -- |
| Serie C1             | 50    | 17      | 8       | 8       | 1       | 18      | 13      | 17           | 4            | 6            | 7            | 20           | 25           | 34     | 12     | 14     | 8      | 38     | 38     | 0  |
| Coppa Italia Serie C | -     | 3       | 2       | 1       | 0       | 7       | 3       | 3            | 1            | 0            | 2            | 4            | 6            | 6      | 3      | 1      | 2      | 11     | 9      | +2 |
| Totale               | -     | 20      | 10      | 9       | 1       | 25      | 16      | 20           | 5            | 6            | 9            | 24           | 31           | 40     | 15     | 15     | 10     | 49     | 47     | +2 |

### Statistiche dei giocatori
| Giocatore       | Serie C1 | Serie C1 | Serie C1    | Serie C1   | Coppe Italia Serie C | Coppe Italia Serie C | Coppe Italia Serie C | Coppe Italia Serie C | Totale   | Totale | Totale      | Totale     |
| Giocatore       | Presenze | Reti     | Ammonizioni | Espulsioni | Presenze             | Reti                 | Ammonizioni          | Espulsioni           | Presenze | Reti   | Ammonizioni | Espulsioni |
| --------------- | -------- | -------- | ----------- | ---------- | -------------------- | -------------------- | -------------------- | -------------------- | -------- | ------ | ----------- | ---------- |
| D. Aimè         | 1        | 0        | ?           | ?          | ?                    | ?                    | ?                    | ?                    | 1+       | 0+     | ?           | ?          |
| R. Bandirali    | 29       | 3        | ?           | ?          | ?                    | ?                    | ?                    | ?                    | 29+      | 3+     | ?           | ?          |
| M. Benhassen    | 21       | 0        | ?           | ?          | ?                    | ?                    | ?                    | ?                    | 21+      | 0+     | ?           | ?          |
| S. Benhassen    | 1        | 0        | ?           | ?          | ?                    | ?                    | ?                    | ?                    | 1+       | 0+     | ?           | ?          |
| M. Bianchi      | 22       | 0        | ?           | ?          | ?                    | ?                    | ?                    | ?                    | 22+      | 0+     | ?           | ?          |
| M. Borghetti    | 30       | 1        | ?           | ?          | ?                    | ?                    | ?                    | ?                    | 30+      | 1+     | ?           | ?          |
| F. Carobbio     | 25       | 2        | ?           | ?          | ?                    | ?                    | ?                    | ?                    | 25+      | 2+     | ?           | ?          |
| P. Castelli     | 32       | -34      | ?           | ?          | ?                    | ?                    | ?                    | ?                    | 32+      | -34+   | ?           | ?          |
| L. F. Centi     | 14       | 1        | ?           | ?          | ?                    | ?                    | ?                    | ?                    | 14+      | 1+     | ?           | ?          |
| J. Colina       | 1        | 0        | ?           | ?          | ?                    | ?                    | ?                    | ?                    | 1+       | 0+     | ?           | ?          |
| D. Dalla Bona   | 8        | 0        | ?           | ?          | ?                    | ?                    | ?                    | ?                    | 8+       | 0+     | ?           | ?          |
| D. Fava Passaro | 33       | 16       | ?           | ?          | ?                    | ?                    | ?                    | ?                    | 33+      | 16+    | ?           | ?          |
| A. Eboué        | 1        | 0        | ?           | ?          | ?                    | ?                    | ?                    | ?                    | 1+       | 0+     | ?           | ?          |
| F. Foglia       | 2        | 0        | ?           | ?          | ?                    | ?                    | ?                    | ?                    | 2+       | 0+     | ?           | ?          |
| A. Foschini     | 13       | 0        | ?           | ?          | ?                    | ?                    | ?                    | ?                    | 13+      | 0+     | ?           | ?          |
| A. Gallo        | 10       | 1        | ?           | ?          | ?                    | ?                    | ?                    | ?                    | 10+      | 1+     | ?           | ?          |
| A. Gasbarroni   | 28       | 6        | ?           | ?          | ?                    | ?                    | ?                    | ?                    | 28+      | 6+     | ?           | ?          |
| M. Gasparetto   | 21       | 2        | ?           | ?          | ?                    | ?                    | ?                    | ?                    | 21+      | 2+     | ?           | ?          |
| E. Gorini       | 28       | 1        | ?           | ?          | ?                    | ?                    | ?                    | ?                    | 28+      | 1+     | ?           | ?          |
| G. Imburgia     | 31       | 0        | ?           | ?          | ?                    | ?                    | ?                    | ?                    | 31+      | 0+     | ?           | ?          |
| G. Nincheri     | 28       | 2        | ?           | ?          | ?                    | ?                    | ?                    | ?                    | 28+      | 2+     | ?           | ?          |
| S. Novkovic     | 2        | 0        | ?           | ?          | ?                    | ?                    | ?                    | ?                    | 2+       | 0+     | ?           | ?          |
| A. Panepinto    | 19       | 0        | ?           | ?          | ?                    | ?                    | ?                    | ?                    | 19+      | 0+     | ?           | ?          |
| S. Presotto     | 0        | 0        | 0           | 0          | ?                    | ?                    | ?                    | ?                    | 0+       | 0+     | 0+          | 0+         |
| M. Rinaldini    | 26       | 2        | ?           | ?          | ?                    | ?                    | ?                    | ?                    | 26+      | 2+     | ?           | ?          |
| G. Sannino      | 3        | -3       | ?           | ?          | ?                    | ?                    | ?                    | ?                    | 3+       | -3+    | ?           | ?          |
| I. Tolotti      | 29       | 0        | ?           | ?          | ?                    | ?                    | ?                    | ?                    | 29+      | 0+     | ?           | ?          |
| F. Zerbini      | 13       | 0        | ?           | ?          | ?                    | ?                    | ?                    | ?                    | 13+      | 0+     | ?           | ?          |